# Friedrich Schwindl
Friedrich Schwindl ou Schwindel (né le 3 mai 1737 à Amsterdam, mort le 7 août 1786 à Karlsruhe) est un compositeur et musicien néerlandais.

## Biographie
Friedrich Schwindl a travaillé comme violoniste, flûtiste, pianiste et compositeur. En 1763 il rencontre Leopold Mozart et son fils Wolfgang à Bruxelles, à la cour du comte Carl de Colloredo-Mannsfeld, où il avait le poste de virtuoso di violino. Il fut, entre autres, violon solo du comte von Wied-Runkel et en 1770 à la cour de Guillaume V d'Orange-Nassau à La Haye. En 1775, il se trouve à Genève, où il fonde, en 1776,  une école de musique. En 1779, il s'installe à Karlsruhe, où il travaille jusqu'à sa mort comme violon solo dans la chapelle de la cour du margrave Charles Ier de Bade.
Ses œuvres étaient très à la mode à l'époque et ont été publiées par Johann Julius Hummel à Amsterdam. Schwindl a composé 34 symphonies qui se basent sur le style de l'école de Mannheim, mais aussi sur la symphonie des opéras italiens. En plus il nous laisse de la musique de chambre, des duos et trios vocaux ainsi que des oratorios et diverses œuvres chorales. Les Singspiele Die drei Pächter (1778) et Das Liebesgrab (1779) ont tous deux été créées à Mulhouse où Schwindl organise avec peu de succes financier des concerts publics pour les amateurs de musique.

## Œuvres (choix)
- 24 Menuets en trio pour 2 violins et basse
- 6 Symphonies, Op.1
- 6 Symphonies, Op.2
- 6 Symphonies, Op.3
- 6 Trio Sonates, Op.3
- 6 Trio Sonates, Op.5
- 6 Quatuors à cordes, op. 7
- 6 Quintettes, op. 10 pour 2 flûtes, 2 violons et clavecin
- Concerto pour flûte en re majeur
- Symphonie périodique